# Terebratalia xanthica
Terebratalia xanthica är en armfotingsart som först beskrevs av Dall 1920.  Terebratalia xanthica ingår i släktet Terebratalia och familjen Terebrataliidae. Inga underarter finns listade i Catalogue of Life.